# Бофор (замок)

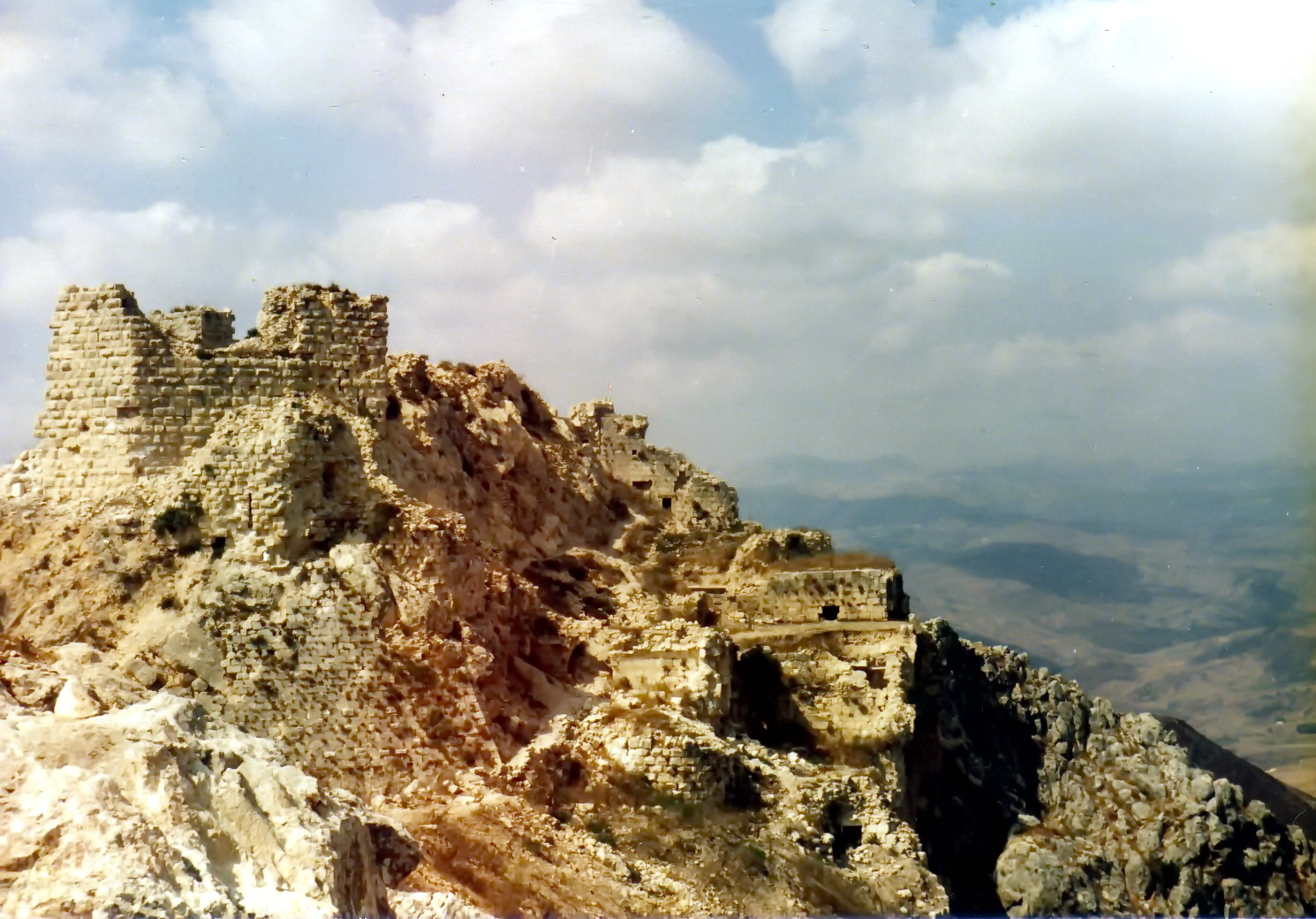
Замок Бофор 1982 р.

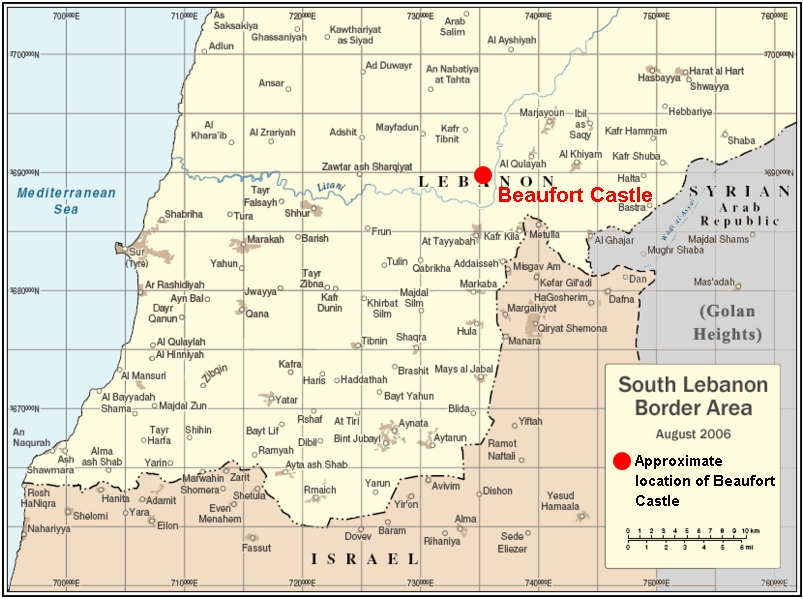
Розташування Замку Бофор на карті, Ліван

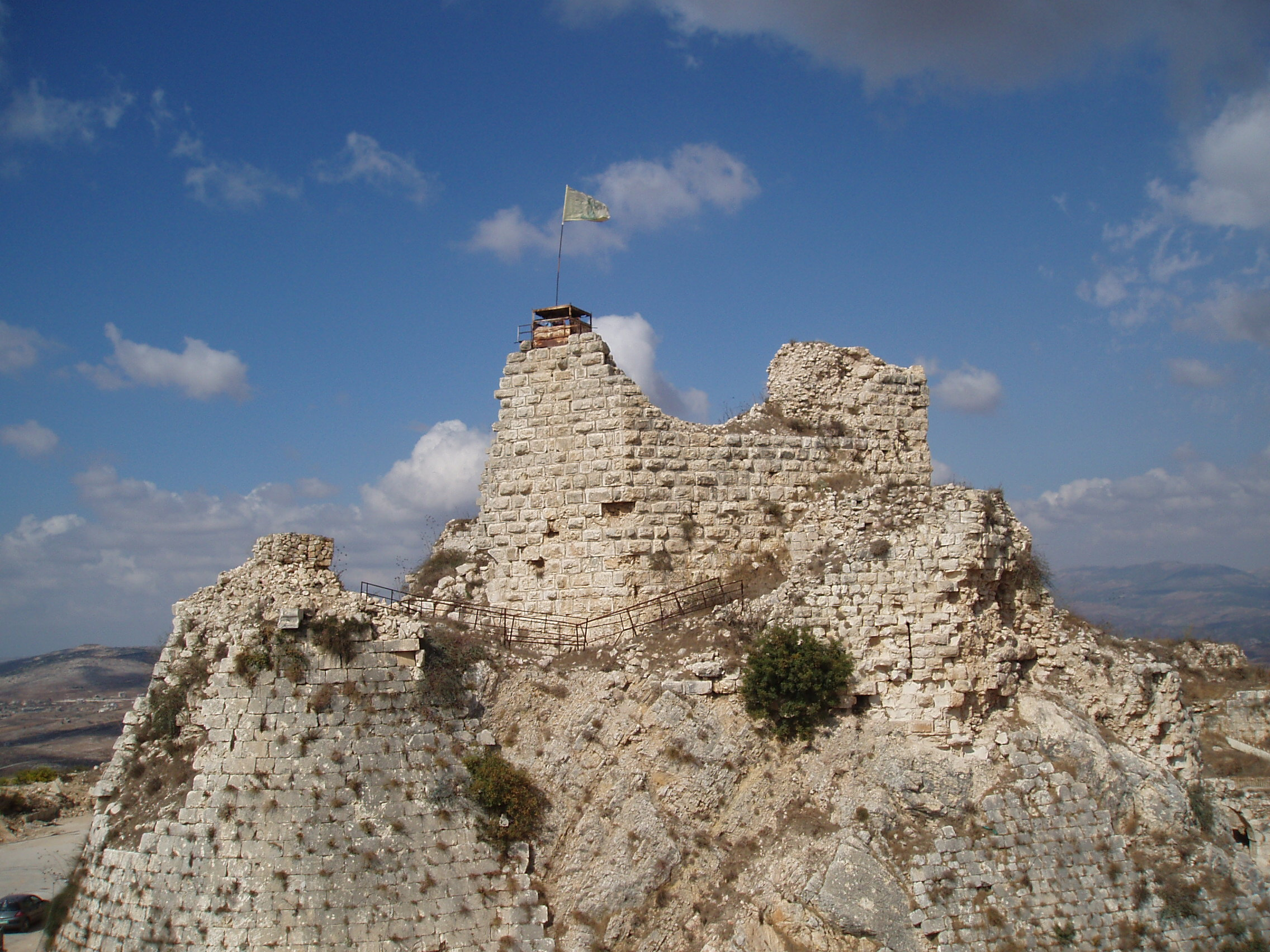
Замок Бофор 2007 р.

Замок Бофо́р (часом Бельфо́р) (араб. قلعة الشقيف, Qala'at ash-Shqif, івр. מבצר הבופור, Mivtsār hāBōfōr, фр. Beaufort, фр. Belfort) — фортеця хрестоносців, розташована неподалік від ліванського міста Набатія.

## Розташування
Замок розташований неподалік від Набатії на півдні Лівану, недалеко від гори Геброн над річкою Літані (Litani) на відстані 100 км від Бейрута і за 1 км від села Арнуна. Замок розташований на висоті близько 300 метрів.

## Історія
Побудований на початку XII століття хрестоносцями. 1189 року був обложений Саладином. 22 квітня 1190 року замок було передано Саладину в рамках домовленості з Реджинальдом Греньє. 1240 року замок Бофор було повернуто султаном Дамаска на імені Аль-Саліх Ісмаель. 1260 року замок був проданий онуком Реджінальда ордену Тамплієрів.
1268 року Султан мамлюків Бейбарс захопив замок, після чого встановилося відносне затишшя на XIV-XVI століття. В XVII столітті замок належав ліванському принцові Факхр-аль-Діну II (Fakhr-al-Din II) за результатами його війни з Мюрадом IV (Murad IV, правитель Оттоманської імперії) верхня частина замку була повністю зруйнована.
1782 року губернатор Акри (Акко) обложив фортецю, захопив її і знищив багато укріплень. Землетруси 1837 року завдали замку чималих збитків, тож згодом його ифкористовували як кар'єр та притулок для отар овець.
З 1920 по 1947 роки з підтримки Франції тут проводилися реставраційні роботи. У період 1912–1947 років руїни фортеці неодноразово використовувалася арабськими загонами як опорний пункт та імпровізоване укріплення. З 1976 замок став однієї з баз Організації визволення Палестини і його територія використовувалася для ракетних обстрілів Ізраїлю. У результаті цього, починаючи з 1976 по 1980 роки, замок потерпав від ударів у відповідь з боку Армії оборони Ізраїлю.
7 червня 1982 року після початку Ізраїлем операції «Мир у Галілеї», замок Бофор був захоплений Армією оборони Ізраїлю (ЦАГАЛ).
З 1982 по 2000 роки замок та прилеглі території використовувалися Армією оборони Ізраїлю як військова база, були побудовані додаткові фортифікаційні споруди.
2000 року ЦАГАЛ покинув цю місцевість, укріплення та бункери було підірвано, під час цього постраждав і сам замок.
Невдовзі землі замку стали однією з баз організації Хізбалла.
2007 року в Ізраїлі режисером Джозефом Сідаром за книгою Р. Лешема був знятий однойменний фільм, що розповідає про останні дні ізраїльського військової присутності на території замку.